# Кафана Савска касина
Кафана Савска касина је једна од најстаријих кафана у Београду, која се у своје време звала Владикина кафана. Отворена је давне 1830. године и налази се у Карађорђевој улици број 25, у Савамали, близу Бранковог моста.

## Историјат кафане
Ову кафану први пут помиње Бранислав Нушић, и историја ове кафане је дуга и богата. У списку кафана из 1860. године кафана се звала Аћимова, по власнику Ђорђу Аћимовићу. Закупац кафане до 1855. године био је Димитрије Константиновић, а после њега закупац је био Риста Х. Аврамовић све до половине 1865. године. Године 1866. кафану преузима Урош Јовановић. 
На основу Нушићеве приче кафана је имала чардак, где би отменији Турци поседали и "сејирили пијући кахву и мухабетишући".
Кафана је у то време, поред сале за јело и пиће имала 7 соба, 4 кухиње и 2  подрума.

## Занимљивости
Из текстова Бранислава Нушића сазнаје се да је у ову кафану донет први сто за билијар у Београду. Године 1843. уз присуство виђенијих грађана, одржан је бал у част повратка кнеза Александра Карађорђевића са једног пута у Србији.